# Арис Азиз
Арис Азиз (малайск. Aris Aziz; 27 января 1951, Тайпинг, Перак) — малайзийский художник. Окончил исламский колледж, где занимался в художественном кружке. Стал зарабатывать на жизнь живописью во время проживания в Сингапуре (1968—1973).
После переезда в Куала-Лумпур работал в страховой компании. В 1978 ушел из компании и стал «уличным художником», выставляя свои работы у стен Национальной художественной галереи. На него обратил внимание Сеид Ахмад Джамал (р. 1932), художник и журналист, будущий директор галереи (1983—1991), который написал об Арисе несколько доброжелательных статей в местной прессе.
Уже с 1979 участвует в различных художественных выставках. В 1984 впервые выставился в Национальной художественной галерее. В настоящее время работает в студии («уголке») на территории Базара Искусств в Куала-Лумпуре. Особенно ему удается графика и портретная живопись. Среди получивших признание работ — серия портретов Национальных писателей Малайзии. В России с его иллюстрациями вышла книга стихов Тауфика Исмаила «Рандеву».